# Derek de Lint

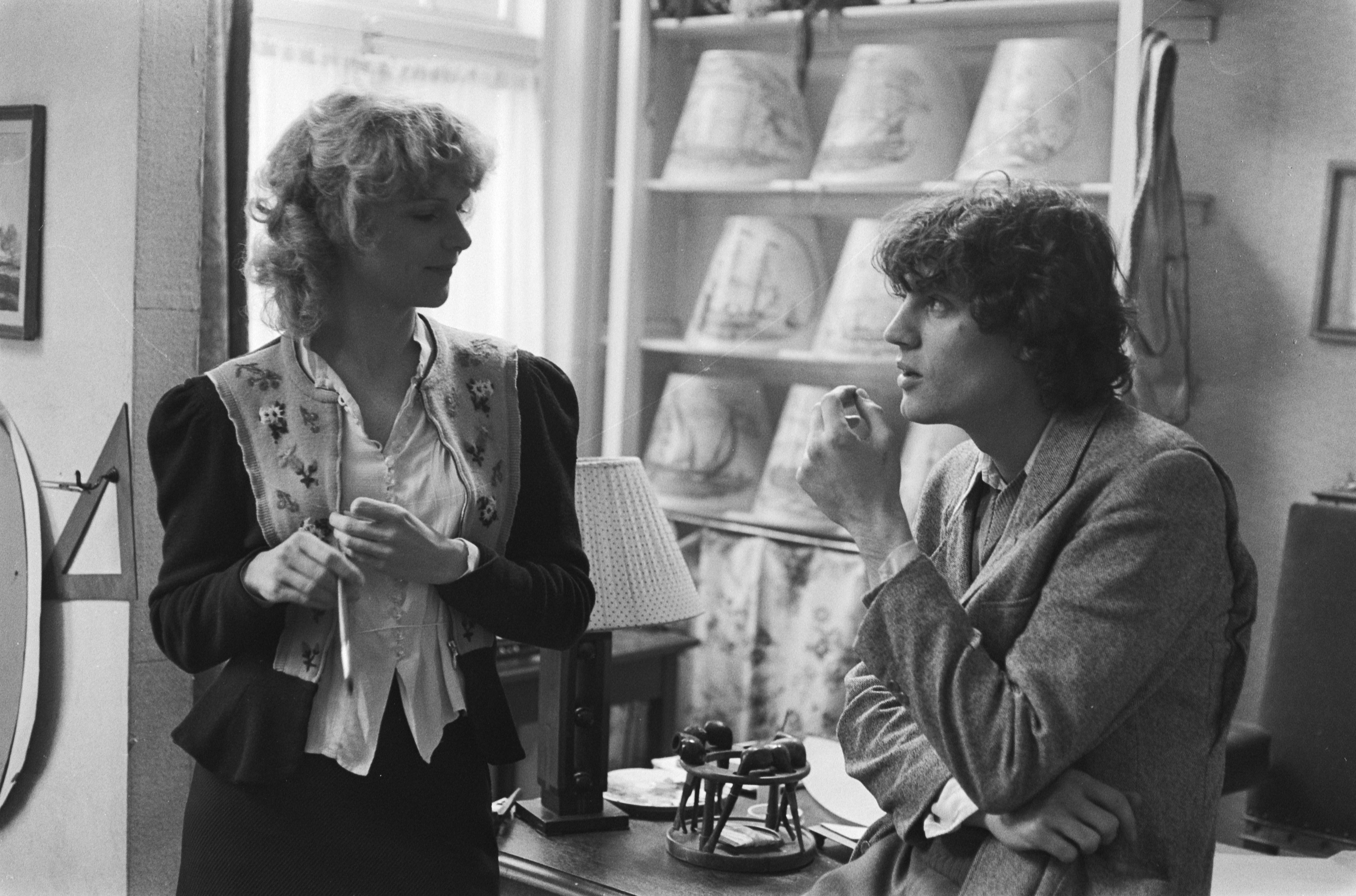
De Lint in Kort Amerikaans (1979)

Dick Hein (Derek) de Lint (Den Haag, 17 juli 1950) is een Nederlands acteur.

## Loopbaan
De Lint werd bekend bij het grote publiek door zijn rol in Soldaat van Oranje (1977) van Paul Verhoeven. De film werd genomineerd voor een Oscar in de categorie beste buitenlandse film.
Belangrijk is ook zijn rol als de volwassen Anton Steenwijk in het met de Oscar voor beste buitenlandse film bekroonde De aanslag.
De Lint bouwde een imposante internationale loopbaan op. Zo speelde hij onder andere in de speelfilms The Unbearable Lightness of Being, Mascara en Stealing Heaven.
Ook speelde De Lint vier seizoenen lang de hoofdrol in de tv-serie Poltergeist: The Legacy en was hij te zien in tv-series als The L Word, Into the West, NCIS, Alias, NYPD Blue, China Beach en Silent Witness.
Net als in de serie Gooische Vrouwen speelde De Lint ook de rol van Dr. Rossi in de gelijknamige speelfilm, die met ruim 1,9 miljoen bezoekers uitgroeide tot een van de succesvolste Nederlandse films ooit gemaakt. In de 3D-film Nova Zembla speelde De Lint de rol van Willem Barentsz.
In 2010 was De Lint voor het eerst te zien in de dramaserie Bloedverwanten en in 2015 speelde hij in een speelfilm over Michiel de Ruyter.

## Filmografie
- Tom Clancy's Jack Ryan (Prime video Serie) (2022) - Rolan Antonov
- Geub (televisieserie) (2019) - William van Bronckhorst
- Spider-Man: Into the Spider-Verse (2018) - Wilson Fisk / Kingpin (stem)
- Huisdiergeheimen (2016) - Tiberius
- Zwarte Tulp (televisieserie) (2016) – Nick de Ruyter
- Familieweekend (2016) – Pieter
- The White King (2016) – Silver Hair
- Bloedverwanten (theatervoorstelling, 2015/2016) – Anton Zwager
- Code M (2015) – Opa Ber
- Michiel de Ruyter (2015) – Johan Kievit
- Flikken Maastricht (2015) - Fontein (Afl. Het Dispuut)
- Gooische Vrouwen 2 (2014) – Dokter Ed Rossi
- Tula: The Revolt (2013), verfilming van de slavenopstand op Curaçao
- Sinterklaasjournaal (2013) – Meneer Zilverwerk
- Daglicht (2013), verfilming van de roman van Marion Pauw – Twan van Benschop
- Valentino (2013) – Karel
- Midden in de winternacht (2013) - de Kerstman
- Tears of Steel (2012) – Old Thom
- Nova Zembla (2011) – Willem Barentsz
- Gooische Vrouwen (film) (2011) – Dokter Ed Rossi
- Anatole (2011) – Anatole Deibler
- Silent Witness (televisieserie) – Nederlands ambassadeur
- Bloedverwanten (televisieserie) – Anton (2010–2014)
- Deadline (televisieserie) – Rogier Lankhorst (2008, 2010)
- De Brief voor de Koning (2008) – Koning Dagonaut
- Gooische Vrouwen (televisieserie) – Dokter Ed Rossi (2005–2009, 2024-heden)
- Zwartboek (2006) – Gerben Kuipers
- When a Stranger Calls (2006) – Dr. Mandrakis
- Moonlight Serenade (2006) – Terence Hill
- Into the West (miniserie, 2005) – Priester Hobbes
- The L Word (televisieserie) – Manfredi Ferrer (afl. Lap Dance, 2005)
- NCIS (televisieserie) – Dr. Stephen Brauer (afl. Left for Dead, 2004)
- Baantjer (televisieserie) – Georges van Baaren (afl. De Cock en de moord met een swing, 2003)
- Veritas: The Quest (televisieserie) – Head Gray Man (afl. Reunion, 2003)
- The Big Charade (2003) – Vlad
- Alias (televisieserie) – Gerard Cuvee (afl. Passage: Part 2, 2002)
- Mevrouw de minister (miniserie, 2002) – Premier Staal
- Tom & Thomas (2002) – Mr. Bancroft
- Superstition (2001) – Censi, Allessandro
- Soul Assassin (2001) – Karl Jorgensen
- The Outer Limits (televisieserie) – Carl (afl. Breaking Point, 2000)
- The Artist's Circle (2000) – Rol onbekend
- Poltergeist: The Legacy (televisieserie) – Derek Rayne, Ph.D. (37 afl., 1996–1999)
- The Outer Limits (televisieserie) – Centurion (afl. Star Crossed, 1999)
- Deep Impact (1998) – Theo Van Sertema
- The Man Who Made Husbands Jealous (miniserie, 1997) – Roberto Rannaldini
- The Little Riders (televisiefilm, 1996) – Dirk Petersen
- All Men Are Mortal (1995) – Bertus
- Lang Leve de Koningin (1995) – Bob Hooke, Sara's vader
- Affair Play (1995) – Alex Witsen
- A Perry Mason Mystery: The Case of the Lethal Lifestyle (televisiefilm, 1994) – Dr. Estes
- NYPD Blue (televisieserie) – Serge (afl. Serge the Concierge, 1994)
- Pointman (televisiefilm, 1994) – Jacob Razak
- Remember (televisiefilm, 1993) – Charles Devereaux
- Angie (1993) – Peter Koudbier
- Civil Wars (televisieserie) – Rol onbekend (afl. A Liver Runs Through It, 1993)
- Secrets (miniserie, 1992) – Paul Rodier
- Die Sonne über dem Dschungel (1992) – Peter
- Mountain of Diamonds (televisiefilm, 1991) – Lothar de la Rey
- Burning Bridges (televisiefilm, 1990) – Gus Morgan
- The Endless Game (televisiefilm, 1990) – Abramov
- China Beach (televisieserie) – Dr. Gerard Bernard (10 afl., 1989–1990)
- The Free Frenchman (1989) – Bertrand de Roujay
- Rituelen (1989) – Inni Wintrop
- The Great Escape II: The Untold Story (televisiefilm, 1988) – Dr. Thost
- The Unbearable Lightness of Being (1988) – Franz
- Stealing Heaven (1988) – Abelard
- Three Men and a Baby (1987) – Jan Clopatz
- Dagboek van een oude dwaas (1987) – Philippe
- Mascara (1987) – Chris Brine
- Dossier Verhulst (televisieserie) – Eric Hoogland (afl. onbekend, 1986)
- De aanslag (1986) – Anton Steenwijk
- Mata Hari (1985) – Handsome Traveller
- Slippers (televisiefilm, 1985) – Rob
- Bastille (1984) – Paul de Wit/Nathan Blum
- Herenstraat 10 (televisieserie) – Karel van Laar (1983)
- Dolly Dots (televisieserie) – Mike Burger/Maarten Flick (1983)
- Een zaak van leven of dood (1983) – Jack de Graaf
- Willem van Oranje (televisieserie, 1984) – Hendrik van Frankrijk
- Van de koele meren des doods (1982) – Ritsaart
- Come-Back (1981) – Vriend Marij
- The Lucky Star (1980) – Lieutenant Steiner
- Dat moet toch kunnen (1979) – Rol onbekend
- Kort Amerikaans (1979) – Erik van Poelgeest
- De grens (1979) – Rol onbekend
- Uit de wereld van Guy de Maupassant: De vlieg (televisiefilm, 1978) – Eenoog
- Dag Dokter (1978) – Theo van Delft
- Soldaat van Oranje (1977) – Alex
- Blindgangers (1977) – Mark
- Barocco (1976) – Propagandaman 1